# Plaça dels Països Catalans (Molins de Rei)

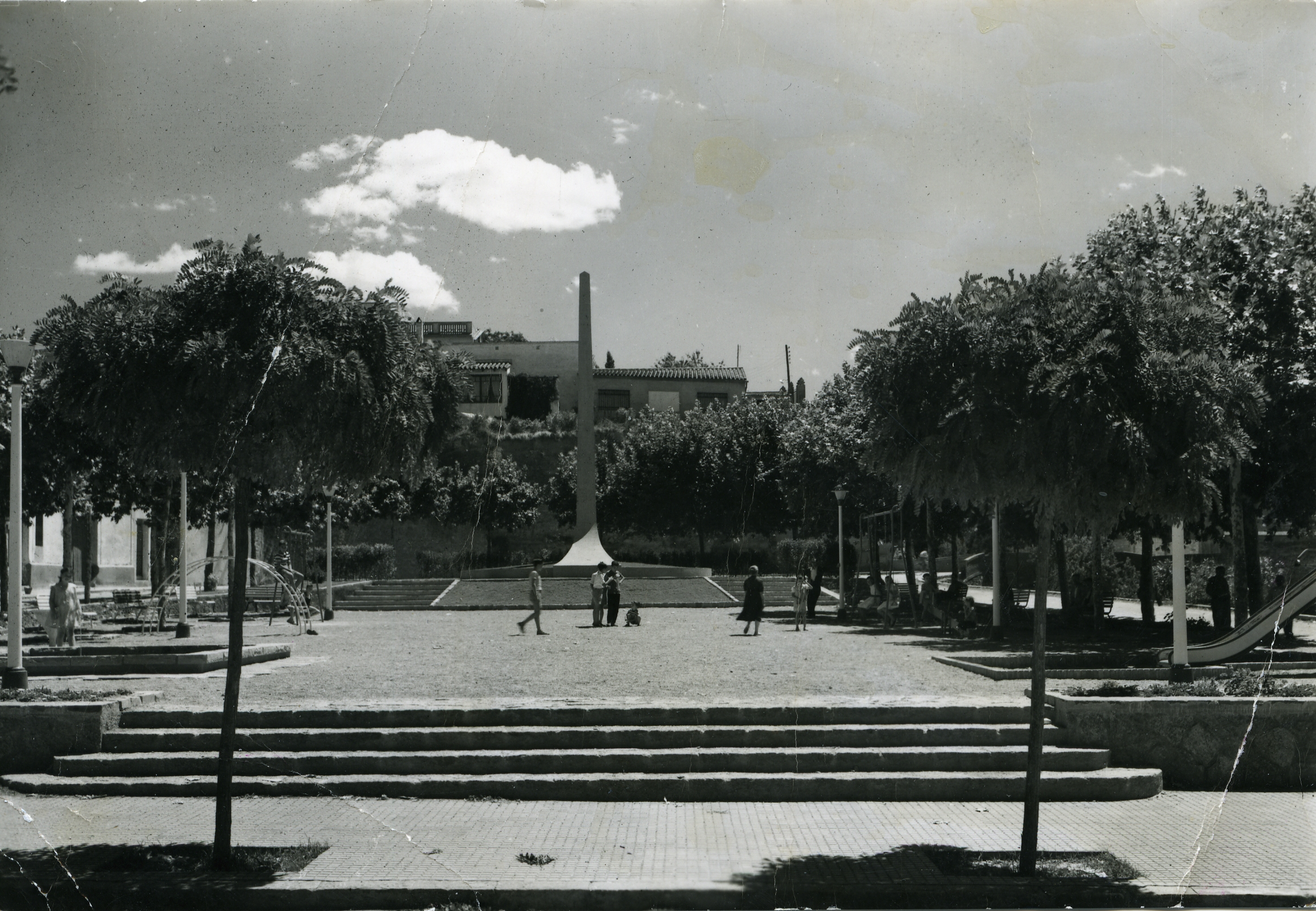
Vista general de la Plaça dels Països Catalans (Molins de Rei)

L'espai que ocupa aquesta plaça és resultat del trasllat, l'any 1897, del que fins aleshores havia estat el cementiri municipal, fet que va facilitar la urbanització i l'eixamplament del nucli urbà cap a aquest sector. La plaça ha rebut al llarg del temps diferents noms: plaça del Cementiri Vell, plaça Nova i plaça d'Àngel Guimerà. Va ser urbanitzada entre els anys 1924 i 1927 per convertir-la en un espai d'esbarjo. A l'entorn de la plaça s'hi aixecaren habitatges unifamiliars d'estil modernista, seguint els gustos i les pautes de decoració de l'època.
Després de l'any 1939, en un dels laterals s'hi erigí un monòlit commemoratiu i la plaça passà a anomenar-se De los Caídos por Dios y España. Aquest nom es catalanitzà i abreujà, de manera que se la coneixia per plaça dels Caiguts; posteriorment, passà a dir-se plaça dels Països Catalans. L'any 2001, aquest monòlit es desmuntà i va ser substituït, l'any 2006, per una escultura de bronze i pedra que representa Alfons I el Cast i Bernat Ferrer en una al·legoria històrica de la fundació de la vila de Molins de Rei.